# Sint-Odulphuskerk (Bakhuizen)
De Sint-Odulphuskerk is de parochiekerk gewijd aan Odulphus in Bakhuizen in de provincie Friesland.

## Beschrijving
De neogotische pseudobasiliek uit 1914 werd ontworpen door de architect Wolter te Riele die later ook de neogotische Sint-Fredericuskerk in Steggerda ontwierp.
Het orgel uit 1923 is gebouwd door de gebroeders Adema uit Leeuwarden. De gebrandschilderde ramen zijn gemaakt in het atelier F. Nicolas en Zonen en de schilderingen door Jacob Ydema.
De schilderingen zijn gefaseerd aangebracht. In 1935 zijn de gewelven van de kerk beschilderd met voorstellingen die verwijzen naar de erfzonde en de verzoeningsleer, met de kruisiging van Jesus rechtstreeks boven het hoogaltaar.
In 1939 volgden de muren links en rechts van het altaar, met afbeeldingen van musicerende engelen. De schilderingen in de zijkapellen dateren van 1941, en tonen onder andere Friese heiligen waaronder de patroonheilige van de kerk, Odulphus. In datzelfde jaar schilderde Ydema de panelen aan de achterzijde van de vleugels van het hoogaltaar: Jesus in Getsemane en de verrijzenis van Jesus.

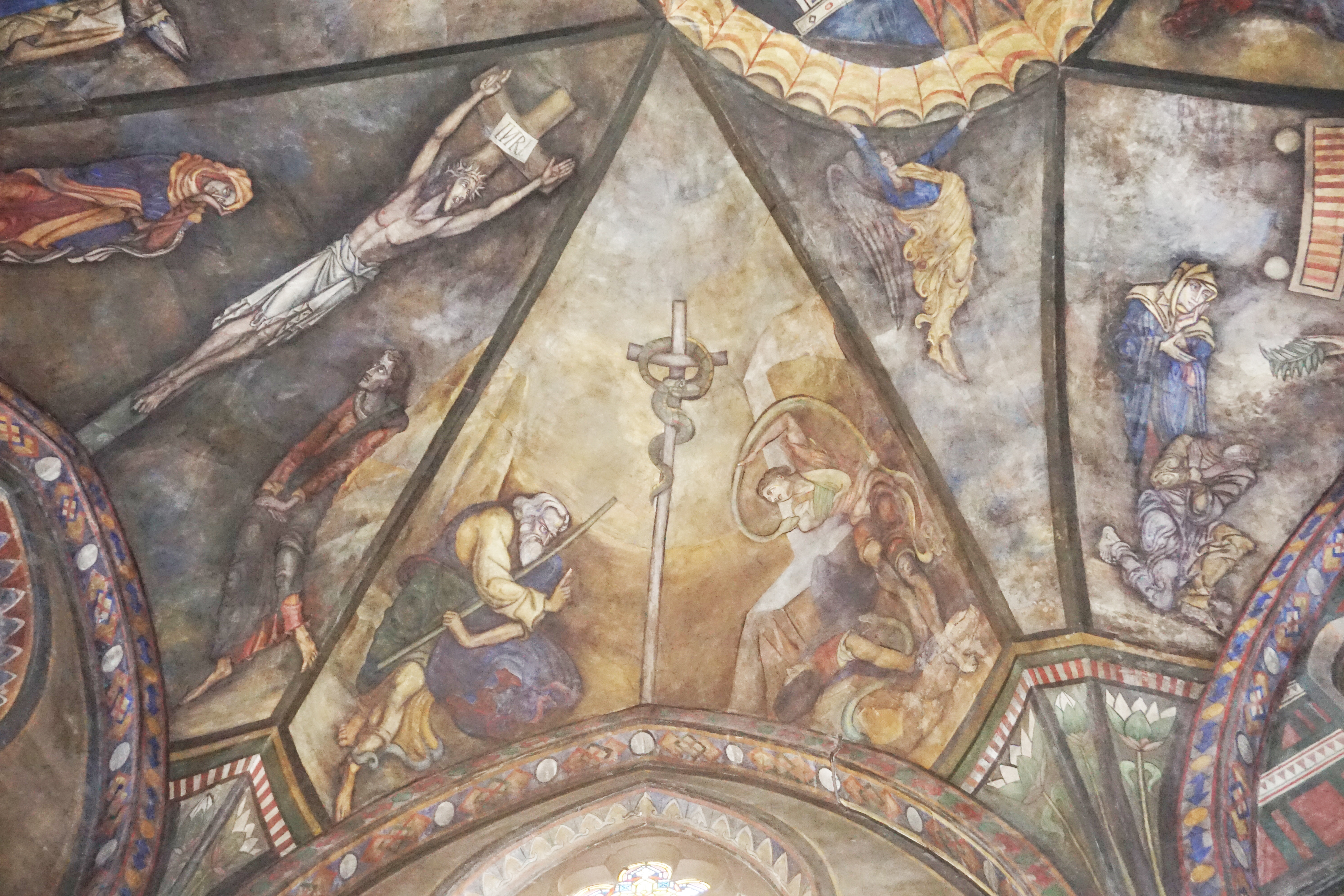
Gewelfschildering, 1935
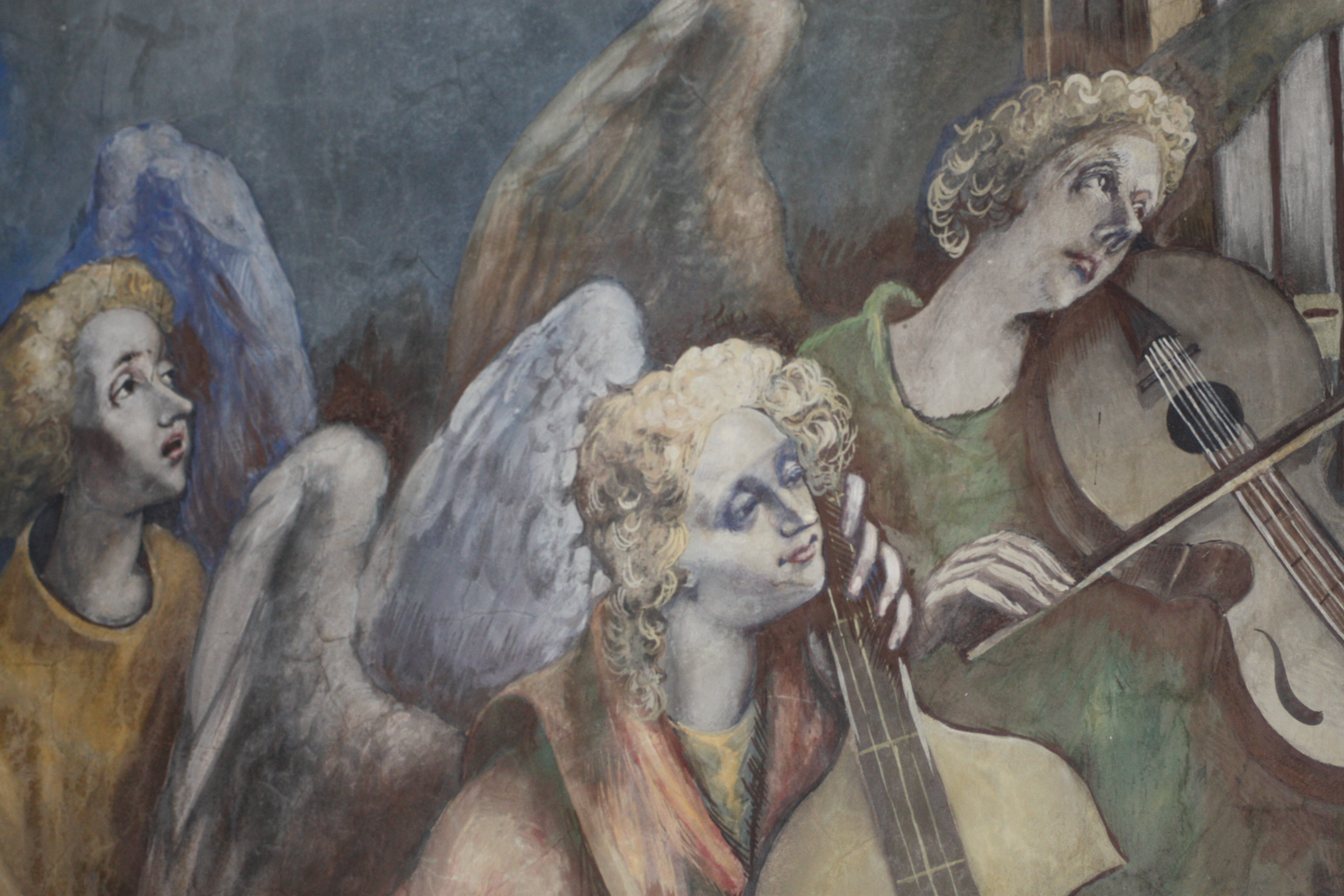
Musicerende engelen (detail), 1939
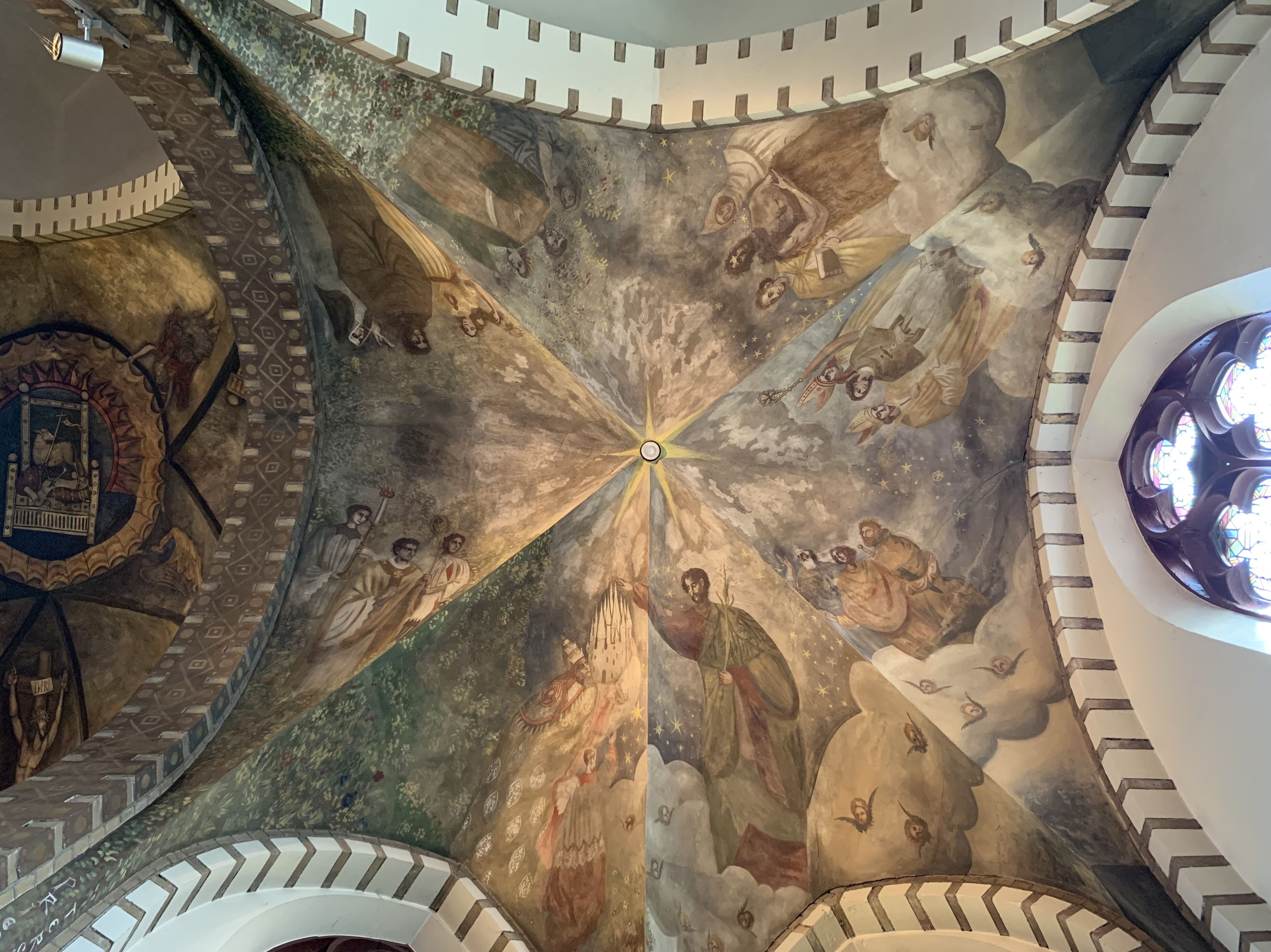
Gewelfschildering zijkapel, 1941
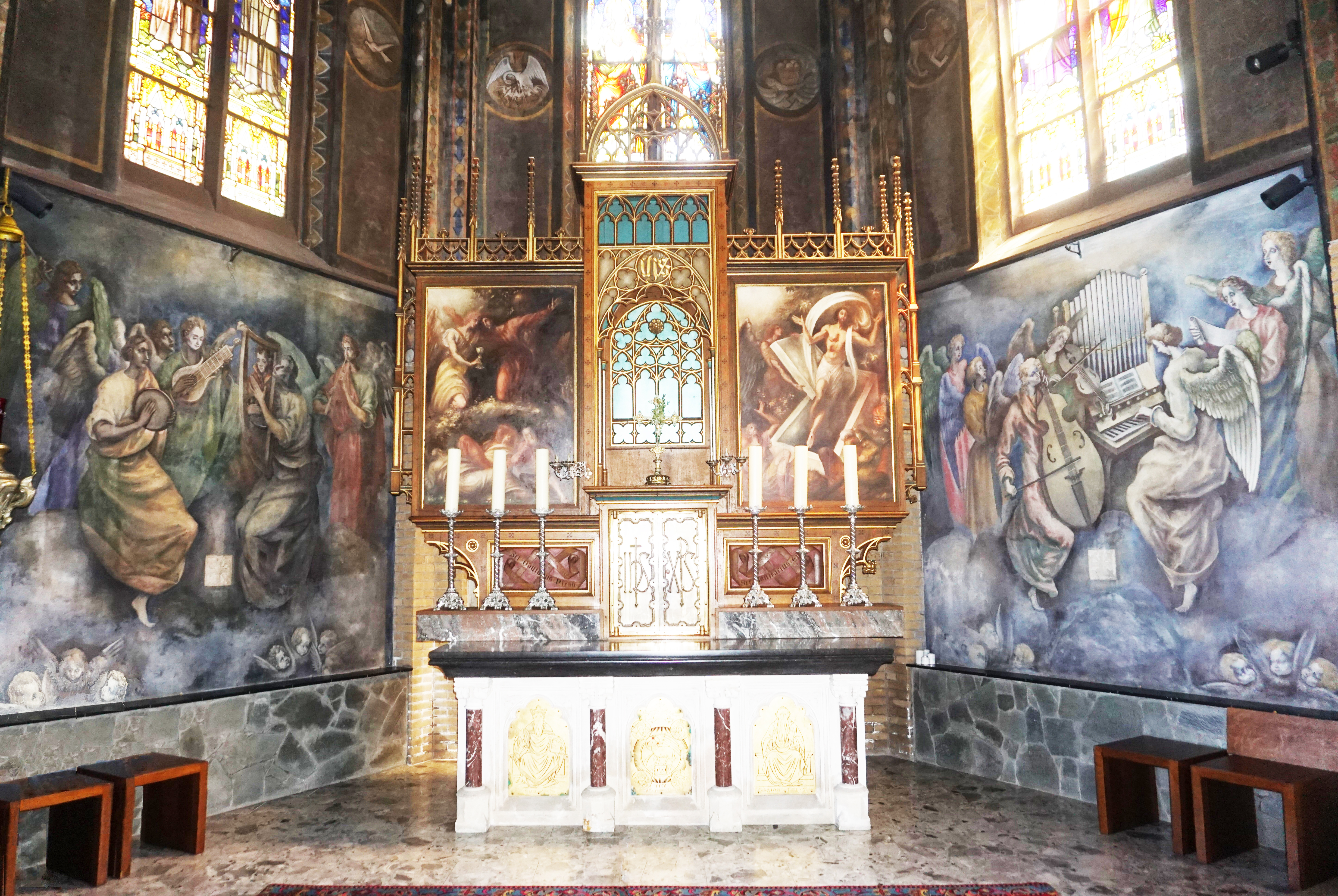
Muurschilderingen en panelen op altaarluiken, 1939-1941

De kerk behoort sinds 2015 tot de Heilige Christoffel Parochie.
Sint-Bonifatiuskerk (Dokkum) · 
Sint-Bonifatiuskerk (Leeuwarden) · 
Sint-Clemenskerk · 
Sint-Franciscuskerk (1865) · 
Sint-Fredericuskerk ·
Sint-Jozefkerk · 
Sint-Ludgeruskerk · 
Sint-Martinuskerk (Roodhuis) · 
Sint-Martinuskerk (Sneek) ·
Sint-Michaëlskerk ·
Sint-Nicolaaskerk ·
Sint-Odulphuskerk · 
Sint-Vituskerk · 
Sint-Werenfriduskerk ·
Sint-Willibrorduskerk · 
Sint-Wirokerk · 
Ten Hemelopnemingkerk
Kerken in Friesland